# 遠藤政隆
遠藤 政隆（えんどう まさたか、1972年9月20日 - ）は、東京都八王子市出身の元プロ野球選手（投手）。右投右打。

## 経歴

### プロ入り前
福島県西白河郡西郷村生まれ。幼い頃に東京都八王子市に移る。小学4年でリトルリーグ入りし、中学3年の時には「八王子リトルシニア」でプレーし、全国大会で3位になった。アンジャッシュの渡部建とリトルリーグでチームメイトだった。
山梨県の日本大学明誠高等学校を卒業後、社会人野球の熊谷組へ入社。チームの休部が決まっていた1993年度のNPBドラフト会議で中日ドラゴンズから4位指名を受け、同年11月29日に契約金5000万円、年俸720万円の契約条件で仮契約した。

### 中日時代
1994年は1試合に先発した以外は全て中継ぎでの登板でこの年は全体でも13試合に登板し防御率4.56を記録した。
1995年は4試合全て先発したが、一度も勝利投手になれなかった。また、1A・バイセイリア・オークスに野球留学した。
1996年は一軍に定着し、49試合に登板して8勝4敗1セーブを記録した。この年は、主に中継ぎとしての起用だったが、谷間の先発も務め初完封勝利も記録した。
1997年はチームの本拠地がナゴヤドームに変わった。この年も2試合に先発した以外は全てリリーフで起用された。40試合で2勝4敗1セーブを記録したが、防御率5点台と安定感を欠いた。オフにプロ野球脱税事件に関与し、脱税額か少なかったこともあり起訴猶予になり、球団から翌年の開幕から3週間試合出場停止処分が下された。
1998年は前述した前年オフの脱税事件で開幕から3週間試合出場停止となり、最終的に15試合の登板に留まった。
1999年はわずか1試合の登板に終わった。
2000年も安定感を欠き、6試合の登板に終わり、防御率も12.46だった。
2001年は不振を脱却し、中継ぎとして40試合に登板し、4勝2敗、防御率3.91の成績を残した。
2002年は自己最多の57試合に登板し、防御率3.14を記録した。
2003年は前年より34試合と登板数を減らしたが、防御率2点台の好投を見せた。
2004年は不調で22試合の登板に終わった。この年は新監督に落合博満が就任し、チームも5年ぶりにリーグ優勝したが、自身は全く力になれなかった。
2005年もチームは優勝争いをしたが13試合の登板に終わった。
2006年は二軍では最多セーブだったが、岡本真也、平井正史などリリーフ陣が充実し、初めて一軍登板なしに終わった。チームの2年ぶりのリーグ優勝が決まった後の10月13日に球団から戦力外通告を受けた。その後、12球団合同トライアウトを受け、東京ヤクルトスワローズへ移籍した。

### ヤクルト時代
2007年は開幕を一軍で迎え、中日時代同様、主に中継ぎで登板し、ロングリリーフもこなせることから首脳陣からの信頼も厚かった。4月22日の中日戦で、2番手で登板し移籍後初勝利を、7月1日の中日戦で、4番手で登板し移籍後初セーブを挙げるなど、古巣相手に印象的な活躍を見せた。最終的に38試合に登板し、2勝5敗2セーブ4ホールドを記録したが防御率4.09と安定感を欠いた。
2008年は一軍登板は一度もなく、10月7日に球団から戦力外通告を受けた。その後、12球団合同トライアウトに参加し、韓国の数球団が興味を示すが、子どもが小さいことも鑑みて現役引退を表明した。

### 引退後
引退後は自宅のある名古屋に戻り、トヨタ自動車系列のディーラーに就職してレクサス販売店で営業マンとして勤務した。しかし、その後退社し、中日ドラゴンズ球団職員に転身し、野球振興スタッフ（軟式担当）を務めることになった。

## 選手としての特徴・人物
制球には難があったが、調子の良いときは150km/h近くの速球と「ゴリスラ」と呼ばれるブレーキ鋭いスライダーで打者を翻弄。ファームではクローザーを担った。
元大洋ホエールズの遠藤一彦は従兄にあたる。中日在籍中の1999年から2006年までは彼と同じく背番号が「24」だった。
死球に関するエピソードが多い。ヤクルトに移籍した2007年4月19日の横浜戦で、7回表に代走で出場した石川雄洋が大量得点差にもかかわらず、盗塁（プロ初）したため、その報復として内川聖一に故意と思われる死球を投げた。さらに後続の村田修一に投じた変化球がすっぽ抜け、頭部死球となったことから乱闘騒ぎとなる。この試合は警告試合となった。遠藤は、「10年以上やっているから、やっていい事と悪いことはわかる」とし、内川の死球はやむをえないが、次の打者には絶対にぶつけてはいけなかったと述べ、村田にぶつけてしまったことにはプロとして反省していると述べた。また、6月11日の東北楽天ゴールデンイーグルス戦においてもリック・ショート、山崎武司に対して死球を与え、警告試合になっている。

## 詳細情報

### 年度別投手成績
| 年 度      | 球 団      | 登 板 | 先 発 | 完 投 | 完 封 | 無 四 球 | 勝 利 | 敗 戦 | セ 丨 ブ | ホ 丨 ル ド | 勝 率 | 打 者 | 投 球 回 | 被 安 打 | 被 本 塁 打 | 与 四 球 | 敬 遠 | 与 死 球 | 奪 三 振 | 暴 投 | ボ 丨 ク | 失 点 | 自 責 点 | 防 御 率 | W H I P |
| ---------- | ---------- | ----- | ----- | ----- | ----- | -------- | ----- | ----- | -------- | ----------- | ----- | ----- | -------- | -------- | ----------- | -------- | ----- | -------- | -------- | ----- | -------- | ----- | -------- | -------- | ------- |
| 1994       | 中日       | 13    | 1     | 0     | 0     | 0        | 1     | 0     | 0        | --          | 1.000 | 98    | 23.2     | 20       | 3           | 13       | 0     | 0        | 19       | 1     | 0        | 12    | 12       | 4.56     | 1.39    |
| 1995       | 中日       | 4     | 4     | 0     | 0     | 0        | 0     | 1     | 0        | --          | .000  | 97    | 21.0     | 25       | 5           | 10       | 0     | 2        | 11       | 2     | 0        | 16    | 16       | 6.86     | 1.67    |
| 1996       | 中日       | 49    | 3     | 1     | 1     | 0        | 8     | 4     | 1        | --          | .667  | 300   | 70.1     | 56       | 6           | 37       | 3     | 1        | 73       | 5     | 0        | 33    | 30       | 3.84     | 1.32    |
| 1997       | 中日       | 40    | 2     | 0     | 0     | 0        | 2     | 4     | 1        | --          | .333  | 273   | 56.2     | 61       | 7           | 40       | 2     | 7        | 51       | 3     | 3        | 36    | 33       | 5.24     | 1.78    |
| 1998       | 中日       | 15    | 0     | 0     | 0     | 0        | 2     | 0     | 2        | --          | 1.000 | 79    | 18.0     | 15       | 0           | 9        | 1     | 2        | 20       | 3     | 0        | 6     | 6        | 3.00     | 1.33    |
| 1999       | 中日       | 1     | 0     | 0     | 0     | 0        | 0     | 0     | 0        | --          | ----  | 16    | 3.0      | 5        | 1           | 3        | 0     | 0        | 0        | 0     | 0        | 5     | 5        | 15.00    | 2.67    |
| 2000       | 中日       | 6     | 0     | 0     | 0     | 0        | 0     | 0     | 0        | --          | ----  | 51    | 8.2      | 15       | 1           | 10       | 0     | 0        | 7        | 0     | 1        | 12    | 12       | 12.46    | 2.88    |
| 2001       | 中日       | 40    | 0     | 0     | 0     | 0        | 4     | 2     | 0        | --          | .667  | 233   | 53.0     | 47       | 5           | 28       | 1     | 5        | 60       | 5     | 0        | 23    | 23       | 3.91     | 1.42    |
| 2002       | 中日       | 57    | 0     | 0     | 0     | 0        | 4     | 2     | 0        | --          | .667  | 293   | 71.2     | 61       | 9           | 18       | 1     | 2        | 77       | 4     | 0        | 26    | 25       | 3.14     | 1.10    |
| 2003       | 中日       | 34    | 0     | 0     | 0     | 0        | 2     | 2     | 0        | --          | .500  | 175   | 41.1     | 33       | 5           | 14       | 0     | 4        | 41       | 0     | 0        | 14    | 13       | 2.83     | 1.14    |
| 2004       | 中日       | 22    | 0     | 0     | 0     | 0        | 1     | 0     | 0        | --          | 1.000 | 111   | 25.2     | 26       | 11          | 9        | 0     | 0        | 30       | 1     | 0        | 20    | 20       | 7.01     | 1.36    |
| 2005       | 中日       | 13    | 0     | 0     | 0     | 0        | 2     | 1     | 0        | 0           | .667  | 63    | 14.2     | 12       | 1           | 7        | 1     | 1        | 15       | 2     | 0        | 12    | 12       | 7.36     | 1.30    |
| 2007       | ヤクルト   | 38    | 0     | 0     | 0     | 0        | 2     | 5     | 2        | 4           | .286  | 197   | 44.0     | 42       | 5           | 20       | 1     | 6        | 28       | 1     | 0        | 21    | 20       | 4.09     | 1.41    |
| 通算：13年 | 通算：13年 | 332   | 10    | 1     | 1     | 0        | 28    | 21    | 6        | 4           | .571  | 1986  | 451.2    | 418      | 59          | 218      | 10    | 30       | 432      | 27    | 4        | 236   | 227      | 4.52     | 1.41    |

- 各年度の太字はリーグ最高

### 記録
- 初登板：1994年5月18日、対ヤクルトスワローズ8回戦（明治神宮野球場）、5回裏に4番手として救援登板、2回1失点
- 初奪三振：同上、6回裏にジェラルド・クラークから
- 初先発・初勝利：1994年6月26日、対阪神タイガース13回戦（ナゴヤ球場）、5回1失点
- 初完投・初完封勝利：1996年4月12日、対ヤクルトスワローズ1回戦（ナゴヤ球場）、9回無失点
- 初セーブ：1996年8月20日、対広島東洋カープ18回戦（ナゴヤ球場）、8回表に2番手として救援登板・完了、2回無失点
- 初ホールド：2007年6月1日、対オリックス・バファローズ2回戦（明治神宮野球場）、7回表に2番手として救援登板、1回無失点
- 継投による1イニング4奪三振：1996年8月17日、対阪神タイガース19回戦（ナゴヤ球場）、4回表に先発・野口茂樹がケビン・マース・高波文一・山田勝彦（振逃）から、後続の遠藤が和田豊から ※史上初（2012年終了現在でも史上唯一、1イニング4奪三振自体は史上4度目）

### 背番号
- 43（1994年 - 1998年）
- 24（1999年 - 2006年）
- 11（2007年）
- 47（2008年）